# KAELA presents GO! GO! KAELAND 2014 -10years anniversary-
『KAELA presents GO! GO! KAELAND 2014 -10years anniversary-』（カエラ プレゼンツ ゴー！ゴー！カエランド 2014 〜テンイヤーズ アニバーサリー〜）は、2015年3月4日にリリースされた木村カエラのライブ・ビデオ。

## 概要
デビュー10周年を記念して行われたライブで、横浜アリーナにて2日間開催。初日は『Rockin' ZOO』、2日目は『Poppin' PARK』と銘打って行われ、セットリストの被りは2曲のみであり、のべ48曲を披露した。
初回限定盤（4DVD・2Blu-ray）と通常盤（4DVD・2Blu-ray）の2形態でリリースされ、初回限定盤のみ「豪華スケテルパッケージ仕様」となっており、8Pブックレットが付属する。

## 収録内容

### KAELA presents GO! GO! KAELAND 2014 -10years anniversary- “Rockin' ZOO”
1. Level 42
  - 1stシングル。
2. BEAT
  - 4thシングル。
  - テレビ神奈川『saku saku』 2005年10月度エンディングテーマ
3. 1115
  - 4thアルバム『+1』収録曲。
4. 喜怒哀楽 plus 愛
  - 17thシングル。
  - カネボウ「KATE」CMソング
5. You bet!!
  - ベスト・アルバム『5years』収録曲。
  - グンゼ「BODY WILD」CMソング
6. KEKKO
  - 6thアルバム『8EIGHT8』収録曲。
  - カネボウ「KATE」CMソング
7. 誰
  - 1stアルバム『KAELA』収録曲。
8. Because
  - 1stアルバム『KAELA』収録曲。
9. WONDER Volt
  - 7thアルバム『Sync』収録曲。
  - ディズニー映画『フランケンウィニー』インスパイアソング
10. きりんタン
  - 3rdアルバム『Scratch』収録曲。
11. Samantha
  - 9thシングル。
12. orange
  - 16thシングル『A winter fairy is melting a snowman』収録曲。
  - 東宝配給アニメ映画『チェブラーシカ』主題歌
13. dolphin
  - 3rdアルバム『Scratch』収録曲。
14. never land
  - 3rdアルバム『Scratch』収録曲。
15. Sun shower
  - 19thシングル。
16. どこ
  - 13thシングル。
  - 日本テレビ系『音楽戦士 MUSIC FIGHTER』2009年1月度オープニングテーマ
17. Circle
  - 2ndアルバム『Circle』収録曲。
18. Yellow
  - 10thシングル。
  - 日本テレビ系「スポーツうるぐす」テーマソング
19. はやる気持ち的 My World
  - 4thアルバム『+1』収録曲。
20. TREE CLIMBERS
  - 7thシングル。
  - モード学園CMソング
21. マスタッシュ
  - 12rdシングル。
  - マンダム「LUCIDO-L」CMソング
22. You know you love me?
  - 1stアルバム『KAELA』収録曲。
23. Butterfly
  - 配信シングル。
  - リクルート「ゼクシィ」CMソング
  - テレビ神奈川『sakusaku』2009年6月度エンディングテーマ
24. untie
  - 2ndシングル『happiness!!!』収録曲。
25. TODAY IS A NEW DAY
  - 21stシングル。

### KAELA presents GO! GO! KAELAND 2014 -10years anniversary- “Poppin' PARK”
1. Butterfly
  - 配信シングル。
  - リクルート「ゼクシィ」CMソング
  - テレビ神奈川『sakusaku』2009年6月度エンディングテーマ
2. リルラ リルハ
  - 3rdシングル。
  - ボーダフォン 日本法人「連発メール」篇 CMソング
  - テレビ神奈川『saku saku』 2005年4月度エンディングテーマ
3. Ring a Ding Dong
  - 15thシングル。
  - NTTドコモ「ひとりと、ひとつ。 walk with you」キャンペーンCMソング
4. L.drunk
  - 3rdアルバム『Scratch』収録曲。
5. Ground Control
  - 8thシングル『Snowdome』収録曲。
  - 東芝「gigabeat」CMソング
6. Twinkle
  - 3rdシングル『リルラ リルハ』収録曲。
7. OLE! OH!
  - 20thシングル。
8. Jasper
  - 11stシングル。
  - 角川配給映画「マゴリアムおじさんの不思議なおもちゃ屋」日本語吹き替え版主題歌
  - テレビ神奈川「saku saku」2008年2月度エンディングテーマ
9. リリアン
  - ベストアルバム『5years』収録曲。
10. You
  - 5thシングル。
  - ネスレコンフェクショナリー「キットカット」CMソング
  - テレビ神奈川『saku saku』2006年1月度エンディングテーマ
11. ワニと小鳥
  - 7thシングル『TREE CLIMBERS』収録曲。
12. A winter fairy is melting a snowman
  - 16thシングル。
  - NTTドコモCMソング「LINE MUSIC」CMソング
13. sweetie
  - 3rdアルバム『Scratch』収録曲。
14. Snowdome
  - 8thシングル。
  - JR東日本「JR SKISKI」CMソング
15. キミニアイタイ
  - 5thアルバム『HOCUS POCUS』収録曲。
16. What ever are you looking for?
  - 1stシングル『Level 42』収録曲。
17. STARs
  - 4thアルバム『+1』収録曲。
  - ポッカコーポレーション「キレートレモン」CMソング
18. マミレル
  - 18thシングル。
  - テレビ朝日系テレビドラマ『都市伝説の女』主題歌
19. Make my day!
  - 6thアルバム『8EIGHT8』収録曲。
  - カネボウ「KATE」CMソング
20. BANZAI
  - 14thシングル。
  - TBS系『S☆1』テーマソング
  - TNCテレビ西日本『ゴリパラ見聞録』初代テーマソング
21. Magic Music
  - 6thシングル。
  - 東芝「gigabeat」CMソング
  - テレビ神奈川「sakusaku」2009年4月第1週エンディングテーマ
22. TODAY IS A NEW DAY
  - 21stシングル。
23. sonic manic
  - 8thアルバム『MIETA』収録曲。
  - ライブ開催時は未発表の新曲として披露された。
  - ソニー ハイレゾ音源対応ウォークマン & ヘッドホン CMソング
24. Super girl
  - 5thアルバム『HOCUS POCUS』収録曲。
  - 日本テレビ系『世界!弾丸トラベラー』テーマソング
25. happiness!!!
  - 2ndシングル。
  - ロート製薬「セセラ」CMソング
  - 「NHK受信料家族割引のお知らせ」CMソング
  - テレビ神奈川『saku saku』 2004年11月度エンディングテーマ

### BONUS

#### Director's special projection videos
- これまでカエラのMUSIC VIDEOを手がけてきた監督たちによる、ライブの為に作成されたプロジェクション映像
  1. Rockin' ZOO OPENING
  2. Samantha
  3. Yellow
  4. マスタッシュ
  5. Poppin' PARK OPENING
  6. リルラ リルハ
  7. L.drunk
  8. OLE! OH!
  9. Jasper
  10. A winter fairy is melting a snowman
  11. BANZAI
  12. Magic Music

#### 副音声：カエラとバンドメンバーによるオーディオコメンタリー（新年会♥）
- カエラとバンドメンバー5人が二日間のライブ映像を観ながら、新年会と称して宴会を繰り広げている模様を収録。